# Prezydenci Chile

## Zarządcy
| 1                                  |  | Antonio José de Irisarri (1786–1868) | 7 marca 1814     | 14 marca 1814       | bezpartyjny |
| 2                                  |  | Francisco de la Lastra (1777–1852)   | 14 marca 1814    | 23 lipca 1814       | bezpartyjny |
| 3                                  |  | José Miguel Carrera (1785–1821)      | 23 lipca 1814    | 2 października 1814 | bezpartyjny |
| hiszpańska rekonkwista (1814–1817) |  |                                      |                  |                     |             |
| 4                                  |  | Francisco Ruiz-Tagle (1790–1860)     | 12 lutego 1817   | 16 lutego 1817      | Pelucones   |
| 5                                  |  | Bernardo O’Higgins (1778–1842)       | 16 lutego 1817   | 28 stycznia 1823    | bezpartyjny |
| 6                                  |  | Agustín Eyzaguirre (1768–1837)       | 28 stycznia 1823 | 4 kwietnia 1823     | bezpartyjny |
| 7                                  |  | Ramón Freire (1787–1851)             | 4 kwietnia 1823  | 9 lipca 1826        | Pipiolos    |

## Prezydenci Chile
| #                                             | Portret          | Imię i nazwisko                              | Kadencja             | Kadencja             | Partia polityczna                         |
| --------------------------------------------- | ---------------- | -------------------------------------------- | -------------------- | -------------------- | ----------------------------------------- |
| –                                             |                  | Manuel Blanco Encalada (1790–1876)           | 9 lipca 1826         | 9 września 1826      | bezpartyjny                               |
| –                                             |                  | Agustín Eyzaguirre (1768–1837)               | 9 września 1826      | 25 stycznia 1827     | bezpartyjny                               |
| 1                                             |                  | Ramón Freire (1787–1851)                     | 25 stycznia 1827     | 8 maja 1827          | Pipiolos                                  |
| –                                             |                  | Francisco Antonio Pinto (1785–1858)          | 8 maja 1827          | 16 lipca 1829        | Pipiolos                                  |
| –                                             |                  | Francisco Ramón Vicuña y Larraín (1775–1849) | 16 lipca 1829        | 19 października 1829 | Pipiolos                                  |
| 2                                             |                  | Francisco Antonio Pinto (1785–1858)          | 19 października 1829 | 2 listopada 1829     | Pipiolos                                  |
| –                                             |                  | Francisco Ramón Vicuña y Larraín (1775–1849) | 2 listopada 1829     | 7 listopada 1829     | Pipiolos                                  |
| –                                             |                  | Ramón Freire (1787–1851)                     | 7 listopada 1829     | 8 listopada 1829     | Pipiolos                                  |
| –                                             |                  | Francisco Ramón Vicuña y Larraín (1775–1849) | 8 listopada 1829     | 7 grudnia 1829       | Pipiolos                                  |
| wojna domowa (7 grudnia 1829–24 grudnia 1829) |                  |                                              |                      |                      |                                           |
| –                                             |                  | José Tomás Ovalle (1787–1831)                | 24 grudnia 1829      | 18 lutego 1830       | Pelucones                                 |
| –                                             |                  | Francisco Ruiz-Tagle (1790–1860)             | 18 lutego 1830       | 1 kwietnia 1830      | Pelucones                                 |
| –                                             |                  | José Tomás Ovalle (1787–1831)                | 1 kwietnia 1830      | 21 marca 1831        | Pelucones                                 |
| –                                             |                  | Fernando Errázuriz Aldunate (1777–1841)      | 21 marca 1831        | 18 września 1831     | Pelucones                                 |
| 3                                             |                  | José Joaquín Prieto (1786–1854)              | 18 września 1831     | 18 września 1836     | Pelucones                                 |
| (3)                                           | 18 września 1836 | José Joaquín Prieto (1786–1854)              | 18 września 1841     | Partia Konserwatywna |                                           |
| 4                                             |                  | Manuel Bulnes (1799–1866)                    | 18 września 1841     | 18 września 1846     | Partia Konserwatywna                      |
| 4                                             | 18 września 1846 | Manuel Bulnes (1799–1866)                    | 18 września 1851     |                      | Partia Konserwatywna                      |
| 5                                             |                  | Manuel Montt (1809–1890)                     | 18 września 1851     | 18 września 1856     | Partia Konserwatywna                      |
| (5)                                           | 18 września 1856 | Manuel Montt (1809–1890)                     | 18 września 1861     | Partia Narodowa      |                                           |
| 6                                             |                  | José Joaquín Pérez (1801–1889)               | 18 września 1861     | 18 września 1866     | Partia Narodowa                           |
| 6                                             | 18 września 1866 | José Joaquín Pérez (1801–1889)               | 18 września 1871     |                      | Partia Narodowa                           |
| 7                                             |                  | Federico Errázuriz Zañartu (1825–1877)       | 18 września 1871     | 18 września 1876     | Partia Liberalna                          |
| 8                                             |                  | Aníbal Pinto (1825–1884)                     | 18 września 1876     | 18 września 1881     | Partia Liberalna                          |
| 9                                             |                  | Domingo Santa María (1825–1889)              | 18 września 1881     | 18 września 1886     | Partia Liberalna                          |
| 10                                            |                  | José Manuel Balmaceda (1840–1891)            | 18 września 1886     | 29 sierpnia 1891     | Partia Liberalna                          |
| –                                             |                  | Manuel Baquedano González (1823–1897)        | 29 sierpnia 1891     | 31 sierpnia 1891     | bezpartyjny                               |
| 11                                            |                  | Jorge Montt (1845–1922)                      | 31 sierpnia 1891     | 18 września 1896     | bezpartyjny                               |
| 12                                            |                  | Federico Errázuriz Echaurren (1850–1901)     | 18 września 1896     | 12 lipca 1901        | Partia Liberalna                          |
| –                                             |                  | Aníbal Zañartu (1847–1902)                   | 12 lipca 1901        | 18 września 1901     | Partia Liberalna                          |
| 13                                            |                  | Germán Riesco (1854–1916)                    | 18 września 1901     | 18 września 1906     | Partia Liberalna                          |
| 14                                            |                  | Pedro Montt (1849–1910)                      | 18 września 1906     | 16 sierpnia 1910     | Partia Narodowa                           |
| –                                             |                  | Elías Fernández Albano (1845–1910)           | 16 sierpnia 1910     | 6 września 1910      | Partia Narodowa                           |
| –                                             |                  | Emiliano Figueroa (1866–1931)                | 16 września 1910     | 23 grudnia 1910      | Partia Liberalno Demokratyczna            |
| 15                                            |                  | Ramón Barros Luco (1835–1919)                | 23 grudnia 1910      | 23 grudnia 1915      | Partia Liberalna                          |
| 16                                            |                  | Juan Luis Sanfuentes (1858–1930)             | 23 grudnia 1915      | 23 grudnia 1920      | Partia Liberalno Demokratyczna            |
| 17                                            |                  | Arturo Alessandri (1868–1950)                | 23 grudnia 1920      | 12 września 1924     | Partia Liberalna                          |
| –                                             |                  | Luis Altamirano (1876–1938)                  | 12 września 1924     | 23 stycznia 1925     | bezpartyjny                               |
| –                                             |                  | Pedro Pablo Dartnell (1874–1944)             | 23 stycznia 1925     | 27 stycznia 1925     | bezpartyjny                               |
| –                                             |                  | Emilio Bello Codesido (1868–1963)            | 27 stycznia 1925     | 12 marca 1925        | Partia Liberalno Demokratyczna            |
| (17)                                          |                  | Arturo Alessandri (1868–1950)                | 12 marca 1925        | 1 października 1925  | Partia Liberalna                          |
| –                                             |                  | Luis Barros Borgoño (1858–1943)              | 1 października 1925  | 23 grudnia 1925      | Partia Liberalna                          |
| 18                                            |                  | Emiliano Figueroa (1866–1931)                | 23 grudnia 1925      | 10 maja 1927         | Partia Liberalno Demokratyczna            |
| 19                                            |                  | Carlos Ibáñez del Campo (1877–1960)          | 10 maja 1927         | 26 lipca 1931        | bezpartyjny                               |
| –                                             |                  | Pedro Opaso Letelier (1876–1957)             | 26 lipca 1931        | 27 lipca 1931        | Partia Liberalno Demokratyczna            |
| –                                             |                  | Juan Esteban Montero (1879–1948)             | 27 lipca 1931        | 3 września 1931      | Partia Radykalna                          |
| –                                             |                  | Manuel Trucco Franzani (1875–1954)           | 3 września 1931      | 15 listopada 1931    | Partia Radykalna                          |
| 20                                            |                  | Juan Esteban Montero (1879–1948)             | 15 listopada 1931    | 4 czerwca 1932       | Partia Radykalna                          |
| –                                             |                  | Arturo Puga (1879–1970)                      | 4 czerwca 1932       | 16 czerwca 1932      | bezpartyjny                               |
| –                                             |                  | Carlos Dávila (1887–1955)                    | 16 czerwca 1932      | 13 września 1932     | bezpartyjny                               |
| –                                             |                  | Bartolomé Blanche (1879–1970)                | 13 września 1932     | 2 października 1932  | bezpartyjny                               |
| –                                             |                  | Abraham Oyanedel (1874–1954)                 | 2 października 1932  | 24 grudnia 1932      | bezpartyjny                               |
| (17)                                          |                  | Arturo Alessandri (1868–1950)                | 24 grudnia 1932      | 24 grudnia 1938      | Partia Liberalna                          |
| 21                                            |                  | Pedro Aguirre Cerda (1879–1941)              | 24 grudnia 1938      | 25 listopada 1941    | Partia Radykalna                          |
| –                                             |                  | Jerónimo Méndez (1887–1959)                  | 25 listopada 1941    | 2 kwietnia 1942      | Partia Radykalna                          |
| 22                                            |                  | Juan Antonio Ríos (1888–1946)                | 2 kwietnia 1942      | 27 czerwca 1946      | Partia Radykalna                          |
| –                                             |                  | Alfredo Duhalde (1898–1985)                  | 27 czerwca 1946      | 3 sierpnia 1946      | Partia Radykalna                          |
| –                                             |                  | Vicente Merino (1889–1977)                   | 3 sierpnia 1946      | 13 sierpnia 1946     | bezpartyjny                               |
| –                                             |                  | Alfredo Duhalde (1898–1985)                  | 13 sierpnia 1946     | 17 października 1946 | Partia Radykalna                          |
| –                                             |                  | Juan Antonio Iribarren (1885–1966)           | 17 października 1946 | 3 listopada 1946     | Partia Radykalna                          |
| 23                                            |                  | Gabriel González Videla (1898–1980)          | 3 listopada 1946     | 3 listopada 1952     | Partia Radykalna                          |
| 24                                            |                  | Carlos Ibáñez del Campo (1877–1960)          | 3 listopada 1952     | 3 listopada 1958     | bezpartyjny                               |
| 25                                            |                  | Jorge Alessandri (1896–1986)                 | 3 listopada 1958     | 3 listopada 1964     | bezpartyjny                               |
| 26                                            |                  | Eduardo Frei Montalva (1911–1982)            | 3 listopada 1964     | 3 listopada 1970     | Chrześcijańsko-Demokratyczna Partia Chile |
| 27                                            |                  | Salvador Allende (1908–1973)                 | 3 listopada 1970     | 11 września 1973     | Socjalistyczna Partia Chile               |
| 28                                            |                  | Augusto Pinochet (1915–2006)                 | 11 września 1973     | 11 marca 1990        | wojskowy                                  |
| 29                                            |                  | Patricio Aylwin (1918–2016)                  | 11 marca 1990        | 11 marca 1994        | Chrześcijańsko-Demokratyczna Partia Chile |
| 30                                            |                  | Eduardo Frei Ruiz-Tagle (ur. 1942)           | 11 marca 1994        | 11 marca 2000        | Chrześcijańsko-Demokratyczna Partia Chile |
| 31                                            |                  | Ricardo Lagos (ur. 1938)                     | 11 marca 2000        | 11 marca 2006        | Partia dla Demokracji                     |
| 32                                            |                  | Michelle Bachelet (ur. 1951)                 | 11 marca 2006        | 11 marca 2010        | Socjalistyczna Partia Chile               |
| 33                                            |                  | Sebastián Piñera (1949–2024)                 | 11 marca 2010        | 11 marca 2014        | Odnowa Narodowa                           |
| (32)                                          |                  | Michelle Bachelet (ur. 1951)                 | 11 marca 2014        | 11 marca 2018        | Socjalistyczna Partia Chile               |
| (33)                                          |                  | Sebastián Piñera (1949–2024)                 | 11 marca 2018        | 11 marca 2022        | Odnowa Narodowa                           |
| 34                                            |                  | Gabriel Boric (ur. 1986)                     | 11 marca 2022        |                      | Convergencia Social                       |